# Putovanje u Vučjak
Putovanje u Vučjak je hrvatska televizijska serija snimljena 1986. godine. 

## Uloge

### Glavna glumačka postava
- Rade Šerbedžija kao Krešimir Horvat
- Mustafa Nadarević kao Vinko Benčina
- Milena Dravić kao Marijana Margitić
- Mira Furlan kao Eva Horvatek
- Miljenko Brlečić kao sabljar
- Zvonimir Ferenčić kao Grgo Tomerlin
- Stevo Krnjajić kao Mile Žakula
- Edo Peročević kao Jakob Lukač
- Danilo Popržen kao Ilija
- Đuro Utješanović kao Dane
- Dragutin Lesnik kao ?
- Drago Mitrović kao Kunštek
- Ivica Zadro kao Josip Cvijić
- Duško Gruborović kao Mitar
- Zvonko Lepetić kao Pantelija Crnković
- Perica Martinović kao Lojza
- Dragan Milivojević kao Kraus-Rajterić
- Slobodan Milovanović kao Joko "Krezubi" Vican
- Dražen Nikolić kao Blaž Lukač
- Gordan Pičuljan kao Oštrokljuni
- Mladen Šerment kao Marijan Hanžek
- Božidar Smiljanić kao Juraj Ratković
- Miodrag Krivokapić kao Viktor Kiš

## Vanjske poveznice
- Putovanje u Vučjak u internetskoj bazi filmova IMDb-a